# Batalla de Chickamauga
La Batalla de Chickamauga tuvo lugar en los condados de Catoosa y de Walker (Georgia) el 19 de septiembre de 1863, durante la guerra civil estadounidense. Las fuerzas de la Unión y de los Confederados se encontraron sobre la frontera de Tennessee y Georgia, cerca de Chattanooga. Después de la batalla, las fuerzas de la Unión se retiraron hacia Chattanooga, y los Confederados conservaron el control del campo de batalla. Esta fue la derrota más importante del Ejército de la Unión en el llamado «Teatro Oeste» durante la Guerra de Secesión.
Esta batalla se originó a causa de que los principales líderes de la Unión se percataron de que los Confederados avanzaban hacia el nordeste de EE. UU. Temiendo que tomaran una decena de estados, decidieron confrontarse en esta batalla, para frenar el avance de dicho ejército.
La Unión se retiró a Rossville después de la batalla. Aunque fue una feroz batalla, los confederados no pudieron perseguir a las fuerzas de la Unión, debido a las grandes pérdidas que su ejército había sufrido.
La batalla de Chickamauga fue una de las más terribles en toda la guerra civil estadounidense. Los Confederados lograron frenar el avance de las tropas de la Unión, pero el precio de la guerra fue muy alto, dejando más de 4 000 muertos, un sinfín de heridos y otro más de desaparecidos.
En 1890 se estableció en el campo de batalla un parque nacional militar para conmemorar los miles de muertos y heridos.

## Para leer
El escritor estadounidense Thomas Wolfe conoció en 1937 a un veterano soldado confederado, tío abuelo de su madre, que había participado en esta batalla. Tenía 95 años pero conservaba una gran lucidez mental. Contó al autor con gran detalle su participación en el combate y basándose en lo contado, Wolfe escribió, empleando casi textualmente el modo de hablar del veterano, el relato "Chickamauga", publicado por primera vez en la revista "Yale Rewiew" y posteriormente en la edición de 1941 del libro de relatos "The Hills Beyond".
El escritor y periodista estadounidense Ambrose Bierce escribió también un relato inspirado en esa batalla con el mismo nombre "Chickamauga", publicado en su primer libro "Cuentos de soldados y civiles" (1891)
Además, en esta batalla murió el general Archibald Gracie III en el bando confederado, a pesar de ser originario de Nueva York, quien fue padre del coronel Archibald Gracie IV, sobreviviente del hundimiento del Titanic en la primavera de 1912. El año anterior Gracie había escrito el libro “La verdad sobre Chikamauga”, dedicado a la memoria de su padre.